# Enstaka spår!
Enstaka spår! är den svenske artisten Lalla Hanssons fjärde studioalbum, utgivet den 30 juni 1978 på EMI (7C 062-35555).
Albumet spelades in i EMI:s studio i Stockholm. Hansson var producent, till skillnad från tidigare album som producerades av Bengt Palmers. Björn Boström var ljudtekniker och mixade också albumet tillsammans med Hansson och Björn Håkanson. Calle Bengtsson var fotograf och Christoffer von Platen designer.
Av skivans tio låtar är sex komponerade av Hansson och Björn Håkanson, däribland albumets enda singel "Allas våran älskling" (1978). Övriga fem spår är covers på engelskspråkiga låtar av bland andra JJ Cale, Rodney Crowell och Eric Clapton. De svenska texterna till dessa skrevs företrädesvis av Hansson själv.
Albumet spelades in med grundsättningen Hansson på sång och gitarr, Kjell Öhman på piano, clavinett och dragspel, Mats Ronander på elgitarr, gitarr och munspel, Janne Lindgren på gitarr, Roger Palm på trummor och Mike Watson på bas. Ytterligare musiker medverkade, däribland Ola Brunkert och Hasse Breitholtz.

## Låtlista
Där inte annat anges är låtarna skrivna av Lalla Hansson och Björn Håkanson.
Sida A
1. "Enstaka spår" – 4:01
2. "Veckotidningsboogie" ("Everlovin' Woman", JJ Cale, svensk text: Bosse Blombergh) – 3:28
3. "Möte i norr" ("Out of the Snow", Russel Smith, svensk text: Hansson, Håkansson) – 4:04
4. "Allas våran älskling"	– 2:49
5. "Dansa min docka"	 – 4:19

Sida B
1. "Inget nytt under solen" ("Leaving Louisiana", Donivan Cowart, Rodney Crowell), svensk text: Hansson) – 4:19
2. "Bäst att du springer" ("Next Time You See Her", Eric Clapton, svensk text: Hansson) – 4:11
3. "Det är helt OK" – 3:59
4. "Morgonvind"	 – 3:45
5. "På väg igen"	– 4:33

## Medverkande

### Musiker
- Lena Andersson – sång
- Ulf Andersson – saxofon
- Juan C. Barrito – piano
- Totte Bergström – dobro
- Björn Boström – mungiga
- Hasse Breitholtz – piano, elpiano, dragspel
- Ola Brunkert – trummor
- Rolf Färdigh – elgitarr
- Thomas Haglund – fiol
- Lalla Hansson – sång, gitarr
- Hasse Johnsson – bas
- Janne Lindgren – gitarr
- Roger Palm – trummor
- Mats Ronander – elgitarr, gitarr, munspel
- Tomas Rydberg – trummor
- Mike Watson – bas
- Peter Winblad – banjo
- Kjell Öhman – piano, clavinett, dragspel

### Övriga
- Calle Bengtsson – foto
- Björn Boström – ljudtekniker, mixning
- Lalla Hansson – producent, mixning
- Björn Håkansson – mixning
- Christoffer von Platen – design